# Ferdinand Minding
Ernst Ferdinand Adolf Minding (russe : Фердинанд Готлибович Миндинг), né le 11 janvier 1806 à Kalisz et mort le 13 mai 1885 à Dorpat, est un mathématicien germano-russe, particulièrement renommé pour ses contributions à la  géométrie différentielle des surfaces, prolongeant les travaux de Carl Friedrich Gauss dans ce domaine. 

## Carrière
Après des études de philosophie à l'université de Halle, Minding se tourne vers les mathématiques, matière dans laquelle il est largement autodidacte. Il y présente néanmoins avec succès une thèse en 1829 sur le calcul d'intégrales doubles.
Entre 1830 et 1843, Minding travaille comme enseignant d'Elberfeld et comme conférencier à l'université Humboldt de Berlin. Durant cette période, prolongeant les travaux de Carl Friedrich Gauss en géométrie différentielle des surfaces, Minding démontre l'invariance de la courbure géodésique (en), étudie de nombreuses classes de surfaces (comme les surfaces réglées), et détermine en particulier les géodésiques de la pseudosphère, obtenant en 1840 des résultats sur la géométrie des triangles géodésiques coïncidant avec ceux que Lobatchevski avait démontré trois ans auparavant pour le plan hyperbolique ; en 1868, Eugenio Beltrami utilisera ces résultats pour construire des modèles de géométries non euclidiennes.
Ses travaux en statique attirent l'attention de Alexander von Humboldt, mais sa candidature à l'Académie royale des sciences de Prusse en 1842, bien que soutenue par Dirichlet, n'est pas retenue, et il déménage en 1843 pour l'université de Dorpat, où il enseignera les mathématiques jusqu'à sa mort. 
À Dorpat (actuellement Tartu, en Estonie), il est en particulier le directeur de recherche de Karl Peterson (en), supervisant sa thèse établissant la formule de Gauss-Bonnet et les équations de Gauss-Codazzi. Minding a également travaillé sur les équations différentielles (recevant pour cela le prix Demidov de l'Académie des sciences de Saint-Pétersbourg en 1861), les fonctions algébriques, les fractions continues et la mécanique analytique, mais beaucoup de ses travaux ne furent reconnus qu'après sa mort.